# VM i markhåndbold 1952 (mænd)
Verdensmesterskabet i markhåndbold 1952 var det tredje VM i markhåndbold for mænd, og turneringen blev arrangeret af International Handball Federation. Slutrunden med deltagelse af 9 hold blev spillet i Schweiz i perioden 8. – 15. juni 1952.
Mesterskabet blev vundet af Tyskland, som gik ubesejret gennem turneringen, og som besejrede de forsvarende mestre fra Sverige i finalen med 19-8. Bronzemedaljerne blev vundet af værtslandet Schweiz, der vandt 12-10 over Østrig i bronzekampen. Danmark besatte femtepladsen efter at have besejret Holland i kampen om femtepladsen.

## Resultater

### Indledende runde

#### Gruppe A
| Dato  | Kamp               | Res.  | Spillested |
| ----- | ------------------ | ----- | ---------- |
| 8.6.  | Tyskland – Danmark | 23–10 | Basel      |
| 9.6.  | Tyskland – Saar    | 19–20 |            |
| 10.6. | Danmark – Saar     | 14–13 | Zürich     |

| Hold     | Kampe | Mål   | Point |
| -------- | ----- | ----- | ----- |
| Tyskland | 2     | 42-12 | 4     |
| Danmark  | 2     | 24-36 | 2     |
| Saar     | 2     | 15-33 | 0     |

#### Gruppe B
| Dato  | Kamp              | Res.  | Spillested |
| ----- | ----------------- | ----- | ---------- |
| 8.6.  | Sverige – Østrig  | 19–10 | Winterthur |
| 9.6.  | Østrig – Spanien  | 20–10 |            |
| 10.6. | Sverige – Spanien | 9–2   | Baden      |

| Hold    | Kampe | Mål   | Point |
| ------- | ----- | ----- | ----- |
| Sverige | 2     | 28-12 | 4     |
| Østrig  | 2     | 30-29 | 2     |
| Spanien | 2     | 12-29 | 0     |

#### Gruppe C
| Dato  | Kamp               | Res. | Spillested        |
| ----- | ------------------ | ---- | ----------------- |
| 8.6.  | Holland – Frankrig | 14–8 | Aarau             |
| 9.6.  | Schweiz – Holland  | 13–5 | Bern              |
| 10.6. | Schweiz – Frankrig | 14–7 | La Chaux-de-Fonds |

| Hold    | Kampe | Mål   | Point |
| ------- | ----- | ----- | ----- |
| Schweiz | 2     | 27-12 | 4     |
| Holland | 2     | 19-21 | 2     |
| Frankig | 2     | 15-28 | 0     |

### Hovedrunde

#### Gruppe 1
| Dato  | Kamp               | Res. | Spillested |
| ----- | ------------------ | ---- | ---------- |
| 11.6. | Tyskland – Holland | 29–6 | Winterthur |
| 12.6. | Østrig – Holland   | 21–1 |            |
| 13.6. | Tyskland – Østrig  | 19–4 | Bern       |

| Hold     | Kampe | Mål   | Point |
| -------- | ----- | ----- | ----- |
| Tyskland | 2     | 48-10 | 4     |
| Østrig   | 2     | 25-20 | 2     |
| Holland  | 2     | 07-50 | 0     |

#### Gruppe 2
| Dato  | Kamp              | Res. | Spillested |
| ----- | ----------------- | ---- | ---------- |
| 11.6. | Sverige – Danmark | 11–9 | Thun       |
| 12.6. | Schweiz – Danmark | 12–7 | Aarau      |
| 13.6. | Sverige – Schweiz | 12–7 | Basel      |

| Hold    | Kampe | Mål   | Point |
| ------- | ----- | ----- | ----- |
| Sverige | 2     | 23-16 | 4     |
| Schweiz | 2     | 19-19 | 2     |
| Danmark | 2     | 16-23 | 0     |

### Finalekampe
| Kamptype           | Dato  | Kamp               | Res.  | Spillested  |
| ------------------ | ----- | ------------------ | ----- | ----------- |
| Kamp om 5.-pladsen | 15.6. | Danmark – Holland  | 20–80 | Biel/Bienne |
| Bronzekamp         | 15.6. | Schweiz – Østrig   | 12–10 |             |
| Finale             | 15.6. | Tyskland – Sverige | 19–80 |             |

| Plac. | Hold     |
| ----- | -------- |
| 1.    | Tyskland |
| 2.    | Sverige  |
| 3.    | Schweiz  |
| 4.    | Østrig   |
| 5.    | Danmark  |
| 6.    | Holland  |